# حامی (مجموعه تلویزیونی)
حامی یک مجموعه تلویزیونی در ۱۸ قسمت ۴۵ دقیقه ایی محصول سال ۱۳۸۱ به کارگردانی بهمن زرین‌پور، نویسندگی «مهرنوش خرسند» و تهیه‌کنندگی «مجید مولایی» و «احمد شهرابی فراهانی» می‌باشد که در سال ۱۳۸۱ از شبکه تهران پخش شد. این سریال در گروه فیلم و سریال شبکه پنج سیما با مشارکت کمیته امداد امام خمینی تهیه شده است.

## خلاصه داستان
قصه «حامی» داستان زندگی دختر جوانی به نام نرگس است که در ابتدای داستان با جوانی به نام شهاب ازدواج کرده و زندگی مشترک خود را آغاز می‌کنند. نرگس (ستاره اسکندری) علاقه زیادی به نویسندگی دارد، این در حالی است که همسر وی مهندس ساختمان است. این زندگی مشترک از همان آغاز با مشکلات و معضلات بسیاری رو به رو می‌شود؛ به نحوی که حتی نرگس را برای ادامه زندگی دچار تردید می‌کند، ولی با کمک دکتر حامدی (اردلان شجاع کاوه) پزشک بیمارستان و مساعدت‌های خیرخواهانه پدر دکتر حامدی (سعید نیک‌پور
) او کم‌کم به ادامه زندگی امیدوار می‌شود و…

## بازیگران
- مینا جعفرزاده
- اردلان شجاع‌کاوه
- اسماعیل شنگله
- ستاره اسکندری
- سحر جعفری جوزانی
- سعید نیک‌پور
- سیامک قدکچیان
- شهرام پوراسد
- فخری خوروش
- فردوس کاویانی
- مهدی فقیه
- حجت کاراندیش